# George Crabbe
George Crabbe (Aldeburgh, 24 de desembre de 1754 - Trowbridge, 3 de febrer de 1832) va ser un poeta i naturalista anglès.
Va néixer a Aldeburgh, Suffolk, fill d'un recaptador d'impostos, i va desenvolupar el seu amor cap a la poesia des de nen. Mentre estava d'aprenent amb un metge local, va conèixer a la seva futura esposa, Sarah Elmy. La seva primera gran obra, un poema titulat Inebriety, el va publicar ell mateix el 1775. Llavors havia acabat el seu aprenentatge com a metge i va decidir dedicar-se seriosament a escriure. El 1780, va marxar a Londres, on va tenir poc èxit, però amb el temps va cridar l'atenció d'Edmund Burke, que el va ajudar a publicar el seu poema The Library, el 1781. Al temps, la naturalesa religiosa de Crabbe es va deixar notar, i va esdevenir sacerdot i va ser capellà del Duc de Rutland en el Belvoir Castle de Leicestershire.
Les dues obres per les quals Crabbe és més conegut són The Village (1783) i The Borough (1810), tots dos poemes llargs que es referien a la forma de vida que ell havia conegut. En 1783 es va casar amb Sarah. En 1814 es va fer vicari de Trowbridge a Wiltshire, on va romandre fins a la seva mort. Per llavors, va ser ben considerat i amic de William Wordsworth, Sir Walter Scott i altres figures literàries destacades de l'època.
L'òpera de Benjamin Britten Peter Grimes es basa en el poema The Borough, adaptat per Montagu Slater. Byron, un destacat admirador de la poesia de Crabbe, el va anomenar "el més sever pintor de la naturalesa, i així i tot el millor".
Va ser també un actiu i destacat estudiós i col·leccionista de coleòpters. És recordat per haver comprovat l'existència per primera vegada del Calosoma sycophanta L. a Suffolk. Va publicar un article sobre Història Natural de la vall de Belvoir en l'obra de John Nichols, Bibliotheca Topopgraphia Britannica, VIII, Antiquities in Leicestershire, 1790. Inclou una àmplia llista de coleòpters locals, i referències a més de 70 espècies. Aquest text va ser més tard comentat pel famós entomòleg Horace Donisthorpe (Leics. lit. phil. Soc., 4, 1896, 198-200), qui va concloure que el treball de George Crabbe tenia el coneixement ampli de les espècies nacionals i estava al corrent de la literatura científica contemporània, incloent-hi les obres de Linneo i Fabricius.

## Obres
George Crabbe tracta temes socials. Descriu amb to ombrívol els horrors de l'hospital o la presó. S'adscriu a una tendència prerromántica
- Inebriety (publicada 1775)
- The Candidate (pub. 1780)
- The Library (pub. 1781)
- The Village (pub. 1783)
- The Newspaper (pub. 1785)
- Poems (pub. 1807)
- The Borough (pub. 1810)
- Tales in Verse (pub. 1812)
- Tales of the Hall (pub. 1819)
- Posthumous Tales (pub. 1834)